# Qatar Stars League
Qatar Stars League (arab. ‏دوري نجوم قطر‎, do 2008 Q-League) – najwyższa w hierarchii klasa rozgrywkowa w katarskiej piłce nożnej. Liga katarska rozpoczęła swoją działalność w sezonie 1963/1964, choć pierwsze oficjalne mistrzostwa odbyły się w sezonie 1972/1973. Obecnym mistrzem rozgrywek jest zespół Lekhwiya SC. Najwięcej tytułów mistrzowskich posiada Al-Sadd, który 13 razy zwyciężał w tych rozgrywkach. Obecnie w rozgrywkach Qatar Stars League bierze udział 14 drużyn. Najgorszy zespół sezonu spada do niżej klasy rozgrywkowej tj. do Qatargas League w miejsce tego klubu wchodzi mistrz ów ligi. Tytuł mistrza ligi zdobyło dotychczas 12 różnych klubów od początku swojego istnienia.

## Struktura ligowa
Obecnie w rozgrywkach Qatar Stars League bierze udział 14 drużyn (do sezonu 2008/2009 występowało 10 zespołów, a od 2008 do 2013 roku - 12 zespołów). Ta, która zajmie na koniec sezonu pierwsze miejsce zostaje mistrzem kraju, dwie ostatnie zostają zdegradowane do Qatargas League (utworzona w 2013 roku), skąd nie ma możliwości spadku.

## Drużyny w sezonie 2018/2019
| Klub              | Miasto       |
| ----------------- | ------------ |
| Al Ahli Ad-Dauha  | Doha         |
| Al-Arabi SC       | Doha         |
| Al-Duhail SC      | Doha         |
| Al-Gharafa        | Doha         |
| Al-Kharitiyath SC | Al-Chaur     |
| Al-Khor           | Al-Chaur     |
| Al-Shahania SC    | Al-Shahaniya |
| Ar-Rajjan SC      | Ar-Rajjan    |
| Al-Sadd SC        | Doha         |
| Al-Sailiya        | Doha         |
| Qatar SC          | Doha         |
| Umm-Salal SC      | Doha         |

## Zwycięzcy
| - 1963/64: Al-Maref - 1964/65: Al-Maref - 1965/66: Al-Maref - 1966/67: Al-Oruba - 1967/68: Al-Oruba - 1968/69: Al-Oruba - 1969/70: Al-Oruba - 1970/71: Al-Oruba - 1971/72: Al-Sadd - 1972/73: Al-Esteqlal - 1973/74: Al-Sadd - 1974/75: brak - 1975/76: Ar-Rajjan - 1976/77: Al-Esteqlal - 1977/78: Ar-Rajjan - 1978/79: Al-Sadd - 1979/80: Al-Sadd - 1980/81: Al-Sadd - 1981/82: Al-Sadd - 1982/83: Ar-Rajjan | - 1983/84: Al-Arabi - 1984/85: Ar-Rajjan - 1985/86: Al-Arabi - 1986/87: Ar-Rajjan - 1987/88: Al-Sadd - 1988/89: Al-Sadd - 1989/90: Al-Sadd - 1990/91: Ar-Rajjan - 1991/92: Al-Arabi - 1992/93: Al-Ittihad - 1993/94: Al-Arabi - 1994/95: Al-Arabi - 1995/96: Ar-Rajjan - 1996/97: Al-Arabi - 1997/98: Al-Arabi - 1998/99: Al-Ittihad - 1999/00: Al-Wakra - 2000/01: Al-Sadd - 2001/02: Al-Wakra - 2002/03: Al-Ittihad | - 2003/04: Qatar SC - 2004/05: Al-Gharafa - 2005/06: Al-Sadd - 2006/07: Al-Sadd - 2007/08: Al-Gharafa - 2008/09: Al-Gharafa - 2009/10: Al-Gharafa - 2010/11: Lekhwiya SC - 2011/12: Lekhwiya SC - 2012/13: Al-Sadd - 2013/14: Lekhwiya SC - 2014/15: Lekhwiya SC - 2015/16: Ar-Rajjan - 2016/17: Lekhwiya SC - 2017/18: Al-Duhail SC - 2018/19: Al-Sadd - 2019/20: Al-Duhail SC - 2020/21: Al-Sadd |